# Синдром урођене токсоплазмозе
Синдром урођене токсоплазмозе акутна је или хронична болест новорођенчета, настала из инфекције фетуса токсоплазмом  (T. gondii) сићушном врстом паразита током интраутериног развоја. Са акутном токсоплазмозом, стање новорођенчета од првих дана болести је озбиљно, због појаве симптома интоксикације. Температура тела је често висока, али може бити субфебрилна. На кожи је обиље патехија папуларног или хеморагичног осипа, а на слузокожама и склерама су присутна мања крварења. Често се примећују жутице, повећана јетра и слезина, увећани лимфни чворови свих група, дисфункционални поремећаји, пнеумонија, миокардитис. У тежим случајевима, болест прати енцефалитис или менингоенцефалитиса (повраћање, грчеви, тремор, парализе, парезе, кранијалних нерава, итд). У цереброспиналној течности примећена је лимфоцитоза, ксантохромија и повећан укупни садржај протеина.
Урођену токсоплазмозу се најбоље може предвидети пренаталним прегледом за детекцију T. gondii  заснованом на комбинацији ланчане реакције полимеразе  и инокулације плодове воде на мишевима. Улога кордоцентезе у дијагнози конгениталне токсоплазмозе је ограничена.

## Епидемиологија
Токсоплазмоза је паразитска болест која широм света  инфицира око једну трећине људи, са могућим тешким исходима код новорођенчади и имунокомпромитованих пацијената. Упркос континуираним и успешним напорима да се побољша дијагноза, терапијске шеме једва да су оне еволуирале много година.

## Етиопатогенеза
Са својом факултативном способношћу да изазове различите врсте инфекције код својих домаћина, токсоплаза  (T. gondii) остаје фасцинантан и загонетан патоген. Као паразит, упркос својој примитивној једноћелијској структури, поседује веома софистициран арсенал инвазивних и одбрамбених средстава. Токсоплазмоза је добила широк значај као зооноза која је способна да изазове тешке болести код људи и драстичне економске губитке у области ветерине. Иако је око трећине светске популације заражено токсоплазмозом  (T. gondii) имунокомпромитоване особе, труднице и новорођенчад су подложнији најтежим облицима болести.

### Подела
За клиничке потребе, токсоплазмоза се може поделити у пет категорија инфекција:
(1) урођене  или конгениталне
(2) стечене током трудноће, 
(3) стечене код имунокомпетентних пацијената,
(4) стечена или реактивирана код пацијената са имунодефицијенцијом, 
(5) очне инфекције. 
У било којој категорији, клиничке слике нису специфичне за токсоплазмозу и мора се узети у обзир широка диференцијална дијагноза. Штавише, методе дијагнозе и њихова тумачења могу се разликовати за сваку клиничку категорију.

## Клиничка слика
Токсоплазмоза обично почиње акутно, са повећањем телесне температуре на 38-39 °C. Понекад постоје продромални феномени у облику опште слабости, лакше главобоље. Уз акутни развој болести, деца се жале на општу слабост, тешку главобољу, болове у мишићима и зглобовима, губитак апетита и телсне тежине, јер одбијају храну. Поједина дјеца развијају на кожи, обично љуспасте папуле, које се понекад спајају, формирајуће тачке са премазаним ивицама. Осип се равномерно распоређује по целом телу, изузев на скалпу, дланове и табанима. Лимфни чворови, углавном цервикални, аксиларни и ингвинални су увећани, док се ретко повећавају лимфни чворови абдоминалне шупљине и медијастинума. Обично, лимфни чворови су умерене густине, мобилни, осетљиви на палпацију. Јетра и слезина су увећане, јављају се палпитације, краткоћа даха, понекад акутни миокардитис са аритмијом и поремећајима проводљивости, повећањем срца. Ови симптоми често се комбинују са оштећењем централног нервног система по типу енцефалитиса, енцефаломијелитиса или менингоенцефалитиса. 
Јављају се оштре главобоље, поновљено повраћање, менингеални симптоми, конвулзије, губитак свести, оштећење кранијалних живаца, церебеларни поремећаји, хемипареза. Типични су и ментални поремећаји. 
Болест може завршити смртоносно.

## Дијагноза

### Пренатална дијагноза
Пренатална дијагноза феталне инфекције се саветује када је дијагноза акутне инфекције постављена или постоји велика сумња код труднице или ако абнормалност фетуса указује на урођену токсоплазмозу. Некада коришчена методе за добијање крви фетуса, као што је периумбиликално узорковање феталне крви, у великој мери су напуштене због ризика за фетус и кашњења у добијању коначних резултата са конвенционалним паразитолошким тестовима.
Пренатална дијагноза конгениталне токсоплазмозе тренутно се заснива на ултразвуку и амниоцентези. Реакција ланчане полимеризације (енгл. polymerase chain reaction - PCR) на амнионској течности за детекцију  T. gondii — специфична ДНК која се изводи од 18. недеље гестације па надаље треба да се користи у свим случајевима утврђене акутне инфекције мајке или случајевима са резултатима серолошких тестова који веома сугеришу на акутну стечену инфекцију током трудноће. Поузданост теста реакција ланчане полимеризације пре 18 недеља гестацијске старости је непозната.  Реакција ланчане полимеризације на амнионску течност се не препоручује за ХИВ инфициране жене због ризика од преношења ХИВ вируса на фетус током поступка амниоцентезе.

### Дијагноза код новорођенчета
ИгГ антитела мајке присутна код новорођенчета могу одражавати прошлу или недавну инфекцију мајке. Из тог разлога, тестови за детекцију ИгА и ИгМ антитела се обично користе за дијагнозу инфекције код новорођенчета. Пожељни су узорци серума добијени из периферне крви. Не треба користити узорке из пупчане врпце јер могу бити контаминирани крвљу мајке. Чини се да је демонстрација ИгА антитела осетљивија од детекције ИгМ антитела за успостављање инфекције код новорођенчета. T. gondii—специфични ИгА може бити присутан када нема  T. gondii—специфични ИгМ, а може се десити и обрнуто. Ако се детектују ИгА антитела код новорођенчета, тест треба поновити ∼10 дана након рођења да би се уверило да оно што се мери не контаминира мајчина ИгА антитела. Поред тога, ако је новорођенче добило трансфузију крви, серолошки тестови могу мерити егзогено примењено, а не ендогено антитело.
Деца рођена од мајки које су хронично инфициране са  T. gondii имаће детектована мајчина ИгГ антитела специфична за токсоплазму у периферној крви. Код ове новорођенчади, серолошки тестови на токсоплазму на ИгМ и ИгА антитела су обично негативни, а покушаји откривања  T. gondii у телесним течностима или ткивима (изолацијом или реакција ланчане полимеризације) би требало да дају негативне резултате. Накнадно серолошко тестирање треба урадити код ових пацијената све док ИгГ антитела не постану неоткривена. ИгГ антитела пренета са мајке треба да нестану у првих 6-12 месеци живота. Негативан резултат  T. gondii —специфичног ИгГ теста у доби од 1 године у суштини искључује конгениталну токсоплазмозу.

### Додатне дијагностичке методе
Додатне дијагностичке методе које су успешно коришћене за дијагностиковање инфекције код новорођенчади укључују:
- директну демонстрацију организма изолацијом паразита (нпр инокулацију миша или инокулацију у културама ткива ЦСФ, урина, плацентног ткива или периферне крви)

- појачавање  T. gondii — специфична ДНК (нпр реакција ланчане полимеризације у ЦСФ, периферној крви или мокраћи).[9]

- офталмолошки преглед.

- компјутеризовану томографију без контраста или ултразвук мозга (да би се утврдило да ли су присутни хидроцефалус или калцификације) и преглед ЦСФ.[9] Откривање калцификација у мозгу новорођенчета рендгенским снимком, ултразвуком или компјутерском томографијом требало би да појача сумњу на  T. gondii као узрок болести. Код тешко погођене новорођенчади са урођеном токсоплазмозом, унилатерална или, чешће, билатерална и симетрична дилатација вентрикула није неуобичајен налаз.[9]

- перзистентна плеоцитоза ЦСФ и повишен садржај протеина би требало да наведу лекара да размотри дијагнозу конгениталне токсоплазмозе чак и у субклиничким случајевима.[9]

Иако није клинички доступно, антиген-специфична лимфоцитна трансформација и типизација лимфоцита као одговор на излагање антигенима  T. gondii успешно су коришћени за дијагностиковање конгениталне инфекције код новорођенчади старости ⩾2 месеца. Специфична анергија лимфоцита према организму може се јавити и код конгенитално инфициране одојчади.

## Терапија

### Лечење плаценте
Када се инфекција мајке потврди без доказа о феталном преносу, почиње лечење спирамицином, у дози од 9 милиона ИУ/дан подељено у три дозе. Овај лек је ефикасан против T. gondii,  иако његови нивои у крви пупчане врпце достижу само 50% нивоа у серуму мајке, јер концентрација овог лека  у плаценти, достиже нивое четири пута веће од оних постигнутих у крви мајке.  
Токсичност спирамицина је минимална и нису доказани тератогени ефекти. Лечење овим леком треба одржавати у препорученој дози до порођаја.

### Комплетан третман
Ако је инфекција фетуса потврђена реакцијом ланчане полимеризације  у амнионској течности или изолацијом паразита у култури или серолошком дијагнозом у крви из пупчаника фетуса, треба започети потпуно лечење, које успева да минимизира тежину инфекције и смањи последице у организму фетуса.
Пре 20. недеље гестације, због ризика од тератогенезе, спирамицин се примењује у дози од 9 МИУ/дан, подељено у три дозе од тренутка постављања дијагнозе.
 

Након 20 недеља трудноће, користи се шема:
сулфадиазин + пириметамин + фолинска киселина 
Потом следи:
- сулфадиазин: 50-100 мг/к тежине/дан (3—4 г/дан), подељено на четири дневне дозе.
- пириметамин: 1 мг/к/дан (максимално 75 мг/дан).
- фолинска киселина: 5 до 20 мг / дан

Почев од 20. недеље  примењује се непрекидно до 2 недеље пре вероватног датума порођаја.
Алтернативна шема је:
- сулфадоксин 500 мг + пириметамин 25 мг 3 таблете свака 4 дана током трудноће од 20. недеље до две недеље пре очекиваног датума порођаја;
- фолинска киселина, 10 до 20 мг/дан током трудноће.

Ако сулфадоксин, сулфадиазин или пириметамин нису доступни, или постоји нетолеранција на сулфа препарате или веће већа сигурност у лечењу спирамицин се може комбиновати са сулфадоксином, пириметамином, фолинском киселином или клиндамицином.

## Превенција
Имајући у виду да је око трећине светске популације заражено токсоплазмозом  (T. gondii), као и да су имунокомпромитоване особе, труднице и новорођенчад  подложнији најтежим облицима болести,  хитно је потребан развој превентивне стратегије за сузбијање инфекције токсоплазмозом  (T. gondii), код људи и животиња.
Иако се примарна превенција конгениталне токсоплазмозе сматра пожељном интервенцијом, с обзиром на недостатак повезаних ризика у поређењу са секундарном и терцијарном превенцијом, њена ефикасност није адекватно процењена, што захтева обимнија истраживања.
Вакцина у истраживању
Успешно покретање имунолошких одговора домаћина и развој специфичних имуних одговора против различитих сојева и антигена токсоплазмозе  (T. gondii), подстакли су истраживаче да се усредсреде на вакцинацију као изводљиву стратегију превентивне контроле против токсоплазмозе. У последњих неколико година, развој вакцине против инфекција токсоплазмозом  (T. gondii), забележиоло је велики напредак и достигнућа на истраживачком нивоу и, у мањој мери, у примени у ветерини. Тренутно је доступна само једна жива атенуирана вакцина за смањење абортуса и губитака фетуса код гравидних оваца. Иначе, истраживачи су истраживали бројне класе вакцина, укључујући живу атенуирану, рекомбинантну подјединицу и векторску.